# Columbine (Colorado)
Columbine is een plaats (census-designated place) in de Amerikaanse staat Colorado, en valt bestuurlijk gezien onder Arapahoe County en Jefferson County. De stad werd in 1999 opgeschrikt door het Bloedbad op Columbine High School.

## Demografie
Bij de volkstelling in 2000 werd het aantal inwoners vastgesteld op 24.095.

## Geografie
Volgens het United States Census Bureau beslaat de plaats een oppervlakte van
17,5 km², waarvan 17,2 km² land en 0,3 km² water.

## Plaatsen in de nabije omgeving
De onderstaande figuur toont nabijgelegen plaatsen in een straal van 16 km rond Columbine.